# Edsel Ford
Pour les articles homonymes, voir Ford (homonymie).
Edsel Bryant Ford, né le 6 novembre 1893 et mort le 26 mai 1943, est le fils unique d'Henry Ford. Il fonde la marque de voitures de luxe Mercury et préside de l'entreprise Ford Motor Company de 1919 à 1943. Né à Détroit (Michigan), il grandit dans le milieu de l'automobile et il est vite préparé à prendre la suite de son père à la tête du groupe. Il meurt prématurément à l'âge de 49 ans d'un cancer de l'estomac.

## Marque automobile Edsel
Edsel est une marque éphémère du groupe Ford (de 1958 à 1960), créée en l'honneur du fils disparu du fondateur. 
Lancée à grand renfort d'études de marché  (relative nouveauté pour l'époque) et de battage publicitaire, la marque ne s'impose jamais et ce lancement raté coûte plusieurs millions de dollars à la firme. Les raisons de cet insuccès sont multiples : positionnement incertain en rapport qualité / prix par rapport aux autres marques détenue par Ford (notamment Mercury), manque d'image de marque, fiabilité douteuse de certains accessoires, défauts de conception et de contrôle qualité, style discutable.
Dans le monde du marketing automobile Outre-Atlantique,  Edsel devint synonyme de ratage retentissant et les humoristes prétendirent qu'EDSEL  signifiait Every Day Something Else Leaks (traduction libre: Chaque Jour Un Nouveau Truc se met à Fuir). Le faible niveau des ventes a cependant un effet inattendu: Devenues rares, les voitures Edsel atteignent assez vite des cotes enviables comme voitures  de collection (Cf site du club d'amateurs consacré à la marque ).

## Mort et héritage
Edsel Ford développe un cancer de l'estomac métastatique et une fièvre ondulante. La chirurgie anti-cancéreuse est infructueuse en raison de métastases. Il meurt en 1943 à Gaukler Point, dans sa maison au bord du lac à Grosse Pointe Shores, à l'âge de 49 ans, des suites d'un cancer de l'estomac.
Chacun des enfants d'Edsel Ford hérite de parts importantes dans la Ford Motor Company, et les trois fils ont tous travaillé dans l'entreprise familiale. À la mort d'Edsel, son père reprend brièvement la présidence de Ford, puis le fils d'Edsel, Henry Ford II, devient président de l'entreprise le 21 septembre 1945.